# Tămădău Mare
Tămădău Mare est une commune roumaine située dans le județ de Călărași.